# Alina jasmini
Alina jasmini är en svampart som beskrevs av Racib. 1909. Alina jasmini ingår i släktet Alina, och familjen Parodiopsidaceae. Inga underarter finns listade i Catalogue of Life.